# Being Everyone
Being Everyone – singel zespołu After Forever wydany w 2005 roku. Singel pochodzi z czwartego studyjnego albumu grupy Remagine.

## Lista utworów

### Zwykły singel
1. "Being Everyone (Single Version)" – 3:10
2. "Taste The Day" – 2:53

### Maxi singel
1. "Being Everyone (Single Version)"
2. "Being Everyone (Acoustic Version)"
3. "Live And Learn (Unreleased Track)"
4. "Face Your Demons (feat. Marco Hietala)"

## Twórcy
- Floor Jansen – wokal
- Sander Gommans – gitara, growl
- Bas Maas – gitara
- Luuk van Gerven – gitara basowa
- Joost van den Broek – keyboard
- Andre Borgman – perkusja